# Hypochilus
Hypochilus  (лат.) — род абажуровых пауков. Обитают в США.

## Описание
Пауки среднего размера. Бедро первой пары ног менее, чем в 3 раз длиннее головогруди..

## Виды
По данным сайта World Spider Catalog на июнь 2016 года род включает 10 видов.
- Hypochilus bernardino Catley, 1994 – США
- Hypochilus bonneti Gertsch, 1964 – США
- Hypochilus coylei Platnick, 1987 – США
- Hypochilus gertschi Hoffman, 1963 – США
- Hypochilus jemez Catley, 1994 – США
- Hypochilus kastoni Platnick, 1987 – США
- Hypochilus petrunkevitchi Gertsch, 1958 – США
- Hypochilus pococki Platnick, 1987 – США
- Hypochilus sheari Platnick, 1987 – США
- Hypochilus thorelli Marx, 1888 (type species) – США